# 田景猷
田景猷，號鹿枝，贵州思南府人，明朝政治人物、同進士出身。

## 生平
天啓元年（1621年）辛酉科貴州鄉試十一名，天啓二年（1622年）壬戌科進士，三甲二百四十七名，后安邦彥反，敕命水西，隨王三善殉難，贈太仆寺卿。

## 家族
弟田景新。